# Arachnodes sakarahae
Arachnodes sakarahae là một loài bọ cánh cứng trong họ Bọ hung (Scarabaeidae).